# Damà arborícola meridional
El damàr arborícola meridional (Dendrohyrax arboreus) és una espècie de damà originària d'Angola, la República Democràtica del Congo, Kenya, Moçambic, Sud-àfrica, Tanzània i Zimbàbue. Els seus hàbitats naturals són els boscos temperats, els boscos secs subtropicals o tropicals, els boscos humits de terres baixes subtropicals o tropicals, les montanes humides subtropicals o tropicals, les sabanes humides i les zones rocoses.

## Taxonomia
L'espècie anteriorment reconeguda Dendrohyrax validus True, 1890, denominada damà arborícola oriental, és inclosa dins de D. arboreus fins que se n'hagi fet una investigació taxonòmica detallada.